# Gisulf II
Gisulf II va ser duc de Friül des de vers el 591 a la seva mort. Fou el fill i successor de Gisulf I.
Gisulf i Gaidoald de Trento estaven en desacord amb el rei Agilulf fins que es va signar la pau el 602 o 603. Gisulf també es va aliar amb els àvars i va fer la guerra a Ístria.
Gisulf va estar involucrat en els afers de l'església local. Els "bisbes cismàtics d'Ístria i Venècia", com Pau el Diaca els anomena, van demanar la protecció de Gisulf. El duc també va prendre part en la confirmació de la successió de Candidià al Patriarcat d'Aquileia el 606.
L'esdeveniment més important del seu regnat, però es va produir probablement vers el 610/611: els àvars van envair Itàlia i el territori de Gisulf va ser el primer pel que van passar; Gisulf va reunir un gran exèrcit i se'n va anar a trobar-los; però els àvars eren una força més nombrosa, i van aplanar als llombards. Gisulf va morir en la batalla i el seu ducat va ser envaït i assolat.
Va deixar quatre fills i quatre filles de la seva dona Romilda (o Ramhilda). Els seus dos fills grans, Tassó i Cacó el va succeir. Els fills menors de Gisulf, Radoald i Grimoald, van acabar fugint a la cort d'Arechis I, un parent de Gisulf i amb el temps es va convertir també en ducs de Benevent, i fins i tot Grimuald es va convertir en rei d'Itàlia. Gisulf va deixar dues filles, Appa i Geila (o Gaila). Pau el Diaca diu que una es va casar amb el rei dels alamans (incert) i una altra amb el príncep dels bavaresos, probablement Garibald II de Baviera, però no identifica quina es va casar amb quin.